# Bölessjön (Hackås socken, Jämtland)
Bölessjön är en sjö i Bergs kommun i Jämtland och ingår i Indalsälvens huvudavrinningsområde. Sjön har en area på 0,399 kvadratkilometer och ligger 339,2 meter över havet.

## Delavrinningsområde
Bölessjön ingår i det delavrinningsområde (697102-143669) som SMHI kallar för Utloppet av Bölessjön. Medelhöjden är 346 meter över havet och ytan är 1,85 kvadratkilometer. Det finns inga avrinningsområden uppströms utan avrinningsområdet är högsta punkten. Vattendraget som avvattnar avrinningsområdet har biflödesordning 3, vilket innebär att vattnet flödar genom totalt 3 vattendrag innan det når havet efter 304 kilometer. Avrinningsområdet består mestadels av skog (58 procent) och sankmarker (17 procent). Avrinningsområdet har 0,4 kvadratkilometer vattenytor vilket ger det en sjöprocent på 21,5 procent.